# Purpurrørhvene
Purpur-Rørhvene (Calamagrostis purpurascens) er en græsart, der bliver 30-70 cm høj. 

## Udbredelse
Den vokser naturligt primært i meget nordlige områder af kloden, herunder på Grønland, store dele af Canada, Alaska og det østlige Sibirien. Desuden er den fundet i Chile.

## Voksested
Purpur-Rørhvene vokser i tørre bjergrige områder, fra foden af bjerge og næsten til snegrænsen, hvor den ofte slår rod i ur-materiale, hvor andre planter har svært ved at trives.